# Daptonema setosum
Daptonema setosum (лат.) — вид свободноживущих морских нематод из семейства Xyalidae и отряда Monhysterida.

## Морфология
Кутикула кольчатая. Ротовая полость невооружённая. Ренетта отсутствует. Хвостовые железы, видимо, открываются близкими разделёнными порами.
Хвост состоит из проксимальной конической и дистальной цилиндрической частей, кончик хвоста каплевидно вздут и несёт терминальные щетинки.
Половая система самцов представлена двумя семенниками (передний прямой — справа от кишки, задний обращенный — слева), для самок характерен единственный яичник (слева от кишки).
На стадии первой личинки число и расположение катехоламинэргических нейронов постоянно для вида, а по мере дальнейшего эмбриогенеза число этих нейронов растёт. Этим личинки морских свободноживущих нематод более похожи на личинок взрослых рабдитидных нематод, чем на свои взрослые стадии.

## Размножение
Периодичность размножения связана с размерами. На литорали морей умеренного пояса, где летние и зимние условия существенно отличаются, данный вид размножается круглый год, однако интенсивность размножения повышается два раза в год — летом и зимой, понижается же весной и осенью.

## Распространение и экология
Данный вид обнаружен практически во всех широтных зонах и биогеографических областях. Обычен в солоноватых морях, эстуариях и на литорали полносоленых морей Европы и других частей света.
Описания экземпляров одного вида из разных географических областей, а иногда и из одной области, могут не совпадать по каким-либо признакам, что было обнаружено и у Daptonema setosum. Так, в Каспийском море имеются близкородственные виды группы «Daptonema setosum» местного происхождения, которые различаются степенью развития соматических щетинок, размерами тела и экологией, объединяются же строением копулятивного аппарата.
Как и многие представители данного семейства, Daptonema setosum многочисленны и обнаруживаются практически в каждой пробе морского грунта.
По типу питания — осадкоед (детритофаг). При заливании литорали приливной волной, данный вид мигрирует вниз, в толщу осадка.
Применяется как индикатор органических загрязнений морской среды.